# Jari Huttunen
Jari Huttunen (Kiuruvesi, Finlandia, 28 de febrero de 1994) es un piloto de rally finlandés que compite en el Campeonato del Mundo de Rally.
Huttunen es el campeón del World Rally Championship-3 de 2020. También ganó la ADAC Opel Rallye Cup en 2016 y el Campeonato de Rally de Polonia en 2020. Su representante es el dos veces campeón del mundo de rally Marcus Grönholm.

## Trayectoria

### 2015
La temporada 2015 sería su año decisivo en las categorías júnior del Campeonato de Finlandia de Rally. Como miembro de la AKK Academy, Printsport contrató a Huttunen como piloto para el campeonato finlandés de 2015 en la clase júnior R2, conduciendo un Citroën C2 R2. Huttunen abrió la temporada 2015 con un podio en el Arctic Lapland Rally, su primer rally de larga duración. A medida que avanzaba la temporada, Huttunen se llevaría dos victorias y dos podios más. Más adelante en la temporada, en el Rally de Finlandia, Huttunen debutaría en el Campeonato Mundial de Rally en la clase WRC-3.

### 2016
Después de su éxito en Finlandia, Huttunen participó en el Deutsche Rallye Meisterschaft (Campeonato de Alemania de Rally) en la Copa Opel Rallye, en la que todos los participantes corrían con un Opel Adam de única especificación. Fue en este campeonato donde realmente brilló. Huttunen terminaría ganando todos los rallyes en el campeonato, excepto uno, y así se llevó la Copa Opel Rallye. La dominación de Huttunen en el campeonato alemán significó que fue contratado por Opel para correr en su equipo júnior en el Campeonato Europeo de Rally para la temporada 2017.

### 2017
Jari Huttunen comenzó un programa de tiempo completo en la categoría ERC-3 del Campeonato Europeo de Rally para Opel, además un par de rallys regionales. Huttunen tuvo como compañero de equipo en el ERC-3, al británico Chris Ingram. La temporada comenzó bien para Huttunen, obteniendo una victoria en el campeonato finlandés y alemán. Sin embargo, en el ERC, se encontró regularmente superado por Ingram, y con la mitad del año, solo ocupó el segundo lugar en el Rally de las Islas Canarias. Luego, Huttunen regresó al Campeonato Mundial de Rally en su principal categoría de apoyo, el Campeonato Mundial de Rally-2, compitiendo para el Printsport en el Rally de Finlandia. Al competir con un Škoda Fabia R5, este rally marcó su segunda participación en un automóvil con tracción en las cuatro ruedas, después de una breve participación en un rally regional unas semanas antes. Para sorpresa de muchas personas, ganó en la clase WRC-2 en su debut en Finlandia, ganando por 2 minutos y 17.8 segundos sobre Quentin Gilbert. Fue solo su segundo rally en el Campeonato Mundial de Rally. Huttunen corrió el resto de la temporada con el Opel Junior Team, terminando finalmente tercero en el ERC-3. Después de que terminó la temporada de ERC, Hyundai Motorsport contacto a Huttunen, junto con muchos otros pilotos esperanzados, en dos etapas de prueba para elegir un conductor para su programa de desarrollo Hyundai i20 R5 2018. Contra la dura competencia de pilotos como Karl Kruuda, Gus Greensmith, Kalle Rovanperä y Pierre-Louis Loubet, Huttunen fue elegido para el programa. El primer rally de Huttunen con Hyundai fue en Gran Bretaña, al final de la temporada 2017. No pudo terminar con problemas mecánicos después de cinco etapas.

### 2018
En 2018, Huttunen participó en rallys seleccionados del WRC-2 para Hyundai Motorsport, comenzando con el Rally de Suecia y el Rally de México. Huttunen tuvo problemas en estos rallyes, no pudo superar los paquetes más competitivos de Škoda Motorsport y Tommi Mäkinen Racing en Suecia, terminando sexto en la clase WRC-2. En México, Huttunen se vio obligado a abandonar las dos etapas 1 y 2 debido a fallas mecánicas, y terminó sexto una vez más, esta vez más de una hora detrás del ganador de la clase, Pontus Tidemand. A pesar de estas fallas, Huttunen volvió más fuerte más adelante en la temporada. En su regreso al Rally de Finlandia, luchó por la victoria en la clase WRC-2 en la mayoría de las etapas, y finalmente terminó en un segundo lugar en la clase WRC-2, detrás del debutante Eerik Pietarinen. Huttunen también regresó al Campeonato de Europa de Rallyes para el Rally de Polonia, esta vez luchando por la victoria con un Hyundai del BRC Racing Team. Huttunen luchó por la victoria durante todo el rally, su oponente más cercano era el ruso Nikolay Gryazin del Sports Racing Technologies. A pesar de una penalización de 10 segundos terminó en el segundo lugar. Huttunen culminó su temporada de desarrollo con Hyundai en el Rally de Gran Bretaña, en el que terminó cuarto en la clase WRC-2, asegurando así un octavo lugar en la clasificación del WRC-2.

## Palmarés

### Títulos
| Año  | Título           | Automóvil      | Copiloto    |
| ---- | ---------------- | -------------- | ----------- |
| 2020 | Campeón del WRC3 | Hyundai i20 R5 | Mikko Lukka |

### Victorias

#### Victorias en el WRC-2
| # | Rally                           | Temp. | Copiloto        | Auto                 |
| - | ------------------------------- | ----- | --------------- | -------------------- |
| 1 | 67. Neste Rally Finland         | 2017  | Antti Linnaketo | Škoda Fabia R5       |
| 2 | 18º Rally d'Italia Sardegna     | 2021  | Mikko Lukka     | Hyundai i20 NG R5    |
| 3 | 56. Renties Ypres Rally Belgium | 2021  | Mikko Lukka     | Hyundai i20 N Rally2 |
| 4 | 42. FORUM8 ACI Rally Monza      | 2021  | Mikko Lukka     | Ford Fiesta Rally2   |

#### Victorias en el WRC-3
| # | Rally                       | Temp. | Copiloto    | Auto           |
| - | --------------------------- | ----- | ----------- | -------------- |
| 1 | 68th Rally Sweden           | 2020  | Mikko Lukka | Hyundai i20 R5 |
| 2 | 17º Rally d'Italia Sardegna | 2020  | Mikko Lukka | Hyundai i20 R5 |

## Estadísticas

### Resultados en el Campeonato Mundial de Rally
| Año  | Equipo                       | Automóvil             | 1   | 2       | 3      | 4      | 5      | 6      | 7       | 8      | 9       | 10     | 11      | 12      | 13  | 14    | Pos. | Puntos |
| ---- | ---------------------------- | --------------------- | --- | ------- | ------ | ------ | ------ | ------ | ------- | ------ | ------- | ------ | ------- | ------- | --- | ----- | ---- | ------ |
| 2015 | AKK Sports Team Finland      | Citroën DS3 R3T Max   | MON | SWE     | MEX    | ARG    | POR    | ITA    | POL     | FIN 42 | GER     | AUS    | FRA     | ESP     | GBR |       | NC   | 0      |
| 2017 | Printsport                   | Škoda Fabia R5        | MON | SWE     | MEX    | FRA    | ARG    | POR    | ITA     | POL    | FIN 11  |        |         |         |     |       | NC   | 0      |
| 2017 | ADAC Opel Rallye Junior Team | Opel Adam R2          |     |         |        |        |        |        |         |        |         | GER 26 | ESP     |         |     |       | NC   | 0      |
| 2017 | Sarrazin Motorsport          | Hyundai i20 R5        |     |         |        |        |        |        |         |        |         |        |         | GBR Ret | AUS |       | NC   | 0      |
| 2018 | Hyundai Motorsport           | Hyundai i20 R5        | MON | SWE 18  | MEX 18 | FRA    | ARG    | POR 25 | ITA     | FIN 12 | GER 27  | TUR    | GBR 12  | ESP 23  | AUS |       | NC   | 0      |
| 2019 | Printsport                   | Škoda Fabia R5        | MON | SWE Ret | MEX    | FRA    | ARG    | CHL    |         |        |         |        |         |         |     |       | NC   | 0      |
| 2019 | Friulmotor Rally Team        | Hyundai i20 R5        |     |         |        |        |        |        | POR Ret | ITA    |         |        |         |         |     |       | NC   | 0      |
| 2019 | Hyundai Slovenija            | Hyundai i20 R5        |     |         |        |        |        |        |         |        | FIN 12  | GER    | TUR     | GBR     | ESP | AUS C | NC   | 0      |
| 2020 | Jari Huttunen                | Hyundai i20 R5        | MON | SWE 10  | MEX    | EST 11 | TUR    | ITA 8  | MNZ 8   |        |         |        |         |         |     |       | 14º  | 9      |
| 2021 | Hyundai Motorsport N         | Hyundai i20 NG R5     | MON | ART Ret | CRO    | POR    | ITA 5  | SAF    | EST Ret |        |         |        |         |         |     |       | 16º  | 10     |
| 2021 | Hyundai Motorsport N         | Hyundai i20 N Rally2  |     |         |        |        |        |        |         | BEL 19 | GRE     | FIN 11 | ESP Ret |         |     |       | 16º  | 10     |
| 2021 | M-Sport Ford WRT             | Ford Fiesta Rally2    |     |         |        |        |        |        |         |        |         |        |         | MNZ 14  |     |       | 16º  | 10     |
| 2022 | M-Sport Ford WRT             | Ford Fiesta Rally2    | MON | SWE 9   | CRO 28 | POR    | ITA 10 | SAF    | EST 11  |        | BEL Ret | GRE    | NZL     | ESP 15  | JPN |       | 26º  | 5      |
| 2022 | M-Sport Ford WRT             | Ford Puma Rally1      |     |         |        |        |        |        |         | FIN 9  |         |        |         |         |     |       | 26º  | 5      |
| 2023 | Jari Huttunen                | Škoda Fabia R5        | MON | SWE Ret | MEX    | CRO    | POR    | ITA    | SAF     |        |         |        |         |         |     |       | NC   | 0      |
| 2023 | Jari Huttunen                | Škoda Fabia RS Rally2 |     |         |        |        |        |        |         | EST    | FIN Ret | GRE    | CHL     | EUR     | JPN |       | NC   | 0      |

### Resultados en el WRC-2
| Año  | Equipo                | Automóvil             | 1   | 2       | 3      | 4   | 5     | 6      | 7       | 8     | 9       | 10    | 11      | 12     | 13  | 14  | Pos. | Puntos |
| ---- | --------------------- | --------------------- | --- | ------- | ------ | --- | ----- | ------ | ------- | ----- | ------- | ----- | ------- | ------ | --- | --- | ---- | ------ |
| 2017 | Printsport            | Škoda Fabia R5        | MON | SWE     | MEX    | FRA | ARG   | POR    | ITA     | POL   | FIN 1   | GER   | ESP     | GBR    | AUS |     | 16º  | 25     |
| 2018 | Hyundai Motorsport    | Hyundai i20 R5        | MON | SWE 6   | MEX 6  | FRA | ARG   | POR 12 | ITA     | FIN 2 | GER 12  | TUR   | GBR 4   | ESP 11 | AUS |     | 8º   | 46     |
| 2019 | Printsport            | Škoda Fabia R5        | MON | SWE Ret | MEX    | FRA | ARG   | CHL    |         |       |         |       |         |        |     |     | 24º  | 18     |
| 2019 | Friulmotor Rally Team | Hyundai i20 R5        |     |         |        |     |       |        | POR Ret | ITA   |         |       |         |        |     |     | 24º  | 18     |
| 2019 | Hyundai Slovenija     | Hyundai i20 R5        |     |         |        |     |       |        |         |       | FIN 2   | GER   | TUR     | GBR    | ESP | AUS | 24º  | 18     |
| 2021 | Hyundai Motorsport N  | Hyundai i20 NG R5     | MON | ART Ret | CRO    | POR | ITA 1 | SAF    | EST Ret |       |         |       |         |        |     |     | 3º   | 107    |
| 2021 | Hyundai Motorsport N  | Hyundai i20 N Rally2  |     |         |        |     |       |        |         | BEL 1 | GRE     | FIN 3 | ESP Ret |        |     |     | 3º   | 107    |
| 2021 | M-Sport Ford WRT      | Ford Fiesta Rally2    |     |         |        |     |       |        |         |       |         |       |         | MNZ 1  |     |     | 3º   | 107    |
| 2022 | M-Sport Ford WRT      | Ford Fiesta Rally2    | MON | SWE 3   | CRO 18 | POR | ITA 3 | SAF    | EST 4   | FIN   | BEL Ret | GRE   | NZL     | ESP 5  | JPN |     | 8º   | 55     |
| 2023 | Jari Huttunen         | Škoda Fabia R5        | MON | SWE Ret | MEX    | CRO | POR   | ITA    | SAF     |       |         |       |         |        |     |     | NC   | 0      |
| 2023 | Jari Huttunen         | Škoda Fabia RS Rally2 |     |         |        |     |       |        |         | EST   | FIN Ret | GRE   | CHL     | EUR    | JPN |     | NC   | 0      |

### Resultados en el WRC-3
| Año  | Equipo                  | Automóvil           | 1   | 2     | 3   | 4     | 5   | 6     | 7     | 8     | 9   | 10  | 11  | 12  | 13  | Pos. | Puntos |
| ---- | ----------------------- | ------------------- | --- | ----- | --- | ----- | --- | ----- | ----- | ----- | --- | --- | --- | --- | --- | ---- | ------ |
| 2015 | AKK Sports Team Finland | Citroën DS3 R3T Max | MON | SWE   | MEX | ARG   | POR | ITA   | POL   | FIN 8 | GER | AUS | FRA | ESP | GBR | 23º  | 4      |
| 2020 | Jari Huttunen           | Hyundai i20 R5      | MON | SWE 1 | MEX | EST 2 | TUR | ITA 1 | MNZ 3 |       |     |     |     |     |     | 1º   | 83     |

### Resultados en el JWRC
| Año  | Equipo                  | Automóvil           | 1   | 2   | 3   | 4     | 5   | 6   | 7   | Pos. | Puntos |
| ---- | ----------------------- | ------------------- | --- | --- | --- | ----- | --- | --- | --- | ---- | ------ |
| 2015 | AKK Sports Team Finland | Citroën DS3 R3T Max | MON | POR | POL | FIN 7 | FRA | ESP | GBR | 17º  | 6      |

### Resultados en el ERC
| Año  | Equipo                       | Automóvil      | 1       | 2      | 3   | 4       | 5      | 6       | 7      | 8      | Pos. | Puntos |
| ---- | ---------------------------- | -------------- | ------- | ------ | --- | ------- | ------ | ------- | ------ | ------ | ---- | ------ |
| 2017 | ADAC Opel Rallye Junior Team | Opel Adam R2   | AZO Ret | ESP 31 | GRE | CYP     | POL 16 | CZE Ret | ITA 13 | LAT 13 | NC   | 0      |
| 2018 | BRC Racing Team              | Hyundai i20 R5 | AZO     | ESP    | GRE | CYP     | ITA    | CZE     | POL 2  | LAT    | 12º  | 31     |
| 2019 | Hyundai Motorsport N         | Hyundai i20 R5 | AZO     | ESP    | LAT | POL 2   | ITA    | CZE     | CYP    | HUN    | 13º  | 30     |
| 2021 | Team MRF Tyres               | Hyundai i20 R5 | POL     | LAT    | ITA | CZE Ret | AZO    | FAF     | HUN    | ESP    | NC   | 0      |